# Fukomys
Fukomys es un género descrito en 2006 de ratas topo comunes, que contiene varias especies que anteriormente se colocaron en el género cryptomys. Sus especies son endémicas de África.

## Especies
Este género contiene las siguientes especies:
- Fukomys amatus
- Fukomys anselli
- Fukomys bocagei
- Fukomys damarensis
- Fukomys darlingi
- Fukomys foxi
- Fukomys hanangensis
- Fukomys ilariae[2]
- Fukomys kafuensis
- Fukomys livingstoni
- Fukomys mechowii
- Fukomys micklemi
- Fukomys occlusus
- Fukomys ochraceocinereus
- Fukomys vandewoestijneae[3]
- Fukomys whytei
- Fukomys zechi